# 岩手県立総合教育センター
岩手県立総合教育センター（いわてけんりつそうごうきょういくセンター、英: The General Education Center of Iwate）は、岩手県が設置する教育に関する研究及び教育関係職員の研修を行う機関である。

## 概要
岩手県立総合教育センターは岩手県における教育に関する専門的、技術的事項の研究及び教育関係職員の研修を行い、並びに情報処理教育に関する生徒の実習の用に供するために設置され、1988年前身の岩手県立教育センターを改称して現在の名称となる。

## アクセス
- JR花巻駅、花巻空港駅より岩手県交通「教育センター」行で、終点下車。

## 事業
事業内容は下記の通りである。
1. 教育に関する専門的、技術的事項の調査研究に関すること。
2. 教育関係職員の研修に関すること
3. 教育相談に関すること
4. 教育に関する資料の収集及び提供に関すること
5. 情報教育に係る学校の支援に関すること
6. 岩手県内市町村立の中学校並びに岩手県立中学校及び岩手県立高等学校の学習指導の指導に関すること
7. 岩手県立高等学校の入学者選抜の学力検査に関すること

## 沿革
- 1948年（昭和23年）4月 岩手県教育研究所の設置
- 1957年（昭和32年）7月 岩手県教育研究所から岩手県立教育研究所に改称
- 1957年（昭和32年）8月 岩手県立教員研究所の設置
- 1962年（昭和37年）7月 岩手県立理科教育センターの設置
- 1966年（昭和41年）3月 岩手県立教育研究所、岩手県立教員研究所、岩手県立理科教育センターを廃止。
- 1966年（昭和41年）3月 岩手県立教育センターの設置
- 1975年（昭和50年）4月 岩手県立教育センター分館の設置
- 1988年（昭和63年）4月 岩手県立総合教育センターに改称
- 1992年（平成4年）3月 岩手県立総合教育センター分館の廃止

## 組織
- 総務部
- 研修部
- 支援指導部